# Saif Terry
Seifeldin Malek Bakhit Makki, noto semplicemente come Saif Terry (in arabo سيف الدين مالك‎?; 1º gennaio 1994), è un calciatore sudanese, attaccante del Pharco e della nazionale sudanese.

## Carriera

### Club
Dopo essersi messo in evidenza nel campionato sudanese con la maglia dell'Al-Merrikh, il 20 settembre 2021 si trasferisce in Egitto, accordandosi con il Pharco fino al 2024. Il trasferimento risulta al centro di varie controversie, in quanto il calciatore viene ingaggiato senza il consenso dell'Al-Merrikh.
Dopo aver presentato ricorso alla FIFA, la commissione disciplinare sanziona il Pharco, bloccandone il mercato per due sessioni e condannando l'atleta ad un risarcimento di 500.000 dollari alla società sudanese. Esordisce nel campionato egiziano il 25 ottobre contro il Future. A novembre è costretto ad operarsi, terminando la stagione con largo anticipo a causa di un grave infortunio al crociato, rimediato durante un impegno con la nazionale.

### Nazionale
Esordisce in nazionale il 9 giugno 2017 contro il Madagascar, partita valida per le qualificazioni alla Coppa d'Africa 2019.

## Statistiche

### Presenze e reti nei club
Statistiche aggiornate al 26 dicembre 2023.
| Stagione        | Squadra         | Campionato      | Campionato | Campionato | Coppe nazionali | Coppe nazionali | Coppe nazionali | Coppe continentali | Coppe continentali | Coppe continentali | Altre coppe | Altre coppe | Altre coppe | Totale | Totale |
| Stagione        | Squadra         | Comp            | Pres       | Reti       | Comp            | Pres            | Reti            | Comp               | Pres               | Reti               | Comp        | Pres        | Reti        | Pres   | Reti   |
| --------------- | --------------- | --------------- | ---------- | ---------- | --------------- | --------------- | --------------- | ------------------ | ------------------ | ------------------ | ----------- | ----------- | ----------- | ------ | ------ |
| 2021-2022       | Pharco          | PL              | 3          | 0          | CE              | 0               | 0               | -                  | -                  | -                  | -           | -           | -           | 3      | 0      |
| 2022-2023       | Pharco          | PL              | 14         | 3          | CE              | 0               | 0               | -                  | -                  | -                  | -           | -           | -           | 14     | 3      |
| 2023-2024       | Pharco          | PL              | 10         | 2          | CE              | 0               | 0               | -                  | -                  | -                  | -           | -           | -           | 10     | 2      |
| Totale Pharco   | Totale Pharco   | Totale Pharco   | 27         | 5          |                 | 0               | 0               |                    | -                  | -                  |             | -           | -           | 27     | 5      |
| Totale carriera | Totale carriera | Totale carriera | 27         | 5          |                 | 0               | 0               |                    | -                  | -                  |             | -           | -           | 27     | 5      |

### Cronologia presenze e reti in nazionale
| Cronologia completa delle presenze e delle reti in nazionale ― Sudan | Cronologia completa delle presenze e delle reti in nazionale ― Sudan | Cronologia completa delle presenze e delle reti in nazionale ― Sudan | Cronologia completa delle presenze e delle reti in nazionale ― Sudan | Cronologia completa delle presenze e delle reti in nazionale ― Sudan | Cronologia completa delle presenze e delle reti in nazionale ― Sudan | Cronologia completa delle presenze e delle reti in nazionale ― Sudan | Cronologia completa delle presenze e delle reti in nazionale ― Sudan |
| Data                                                                 | Città                                                                | In casa                                                              | Risultato                                                            | Ospiti                                                               | Competizione                                                         | Reti                                                                 | Note                                                                 |
| -------------------------------------------------------------------- | -------------------------------------------------------------------- | -------------------------------------------------------------------- | -------------------------------------------------------------------- | -------------------------------------------------------------------- | -------------------------------------------------------------------- | -------------------------------------------------------------------- | -------------------------------------------------------------------- |
| 9-6-2017                                                             | Al-Ubayyid                                                           | Sudan                                                                | 1 – 3                                                                | Madagascar                                                           | Qual. Coppa d'Africa 2019                                            | -                                                                    |                                                                      |
| 23-7-2017                                                            | Bujumbura                                                            | Burundi                                                              | 0 – 0                                                                | Tunisia                                                              | Q. Campionato delle Nazioni Africane 2018                            | -                                                                    |                                                                      |
| 29-7-2017                                                            | Al-Ubayyid                                                           | Sudan                                                                | 1 – 0                                                                | Burundi                                                              | Q. Campionato delle Nazioni Africane 2018                            | 1                                                                    |                                                                      |
| 9-6-2017                                                             | Kigali                                                               | Ruanda                                                               | 2 – 1                                                                | Sudan                                                                | Amichevole                                                           | 1                                                                    |                                                                      |
| 13-8-2017                                                            | Hawassa                                                              | Etiopia                                                              | 1 – 1                                                                | Sudan                                                                | Q. Campionato delle Nazioni Africane 2018                            | 1                                                                    |                                                                      |
| 19-8-2017                                                            | Al-Ubayyid                                                           | Sudan                                                                | 1 – 0                                                                | Etiopia                                                              | Q. Campionato delle Nazioni Africane 2018                            | -                                                                    | 62’                                                                  |
| 14-1-2018                                                            | Casablanca                                                           | Guinea                                                               | 1 – 2                                                                | Sudan                                                                | Campionato delle Nazioni Africane 2018 - 1º turno                    | 1                                                                    | 89’                                                                  |
| 17-1-2018                                                            | Casablanca                                                           | Sudan                                                                | 1 – 0                                                                | Mauritania                                                           | Campionato delle Nazioni Africane 2018 - 1º turno                    | -                                                                    |                                                                      |
| 21-1-2018                                                            | Casablanca                                                           | Marocco                                                              | 0 – 0                                                                | Sudan                                                                | Campionato delle Nazioni Africane 2018 - 1º turno                    | -                                                                    | 82’                                                                  |
| 27-1-2018                                                            | Marrakech                                                            | Zambia                                                               | 0 – 1                                                                | Sudan                                                                | Campionato delle Nazioni Africane 2018 - Quarti di finale            | 1                                                                    |                                                                      |
| 31-1-2018                                                            | Marrakech                                                            | Sudan                                                                | 0 – 1                                                                | Nigeria                                                              | Campionato delle Nazioni Africane 2018 - Semifinale                  | -                                                                    |                                                                      |
| 3-2-2018                                                             | Marrakech                                                            | Libia                                                                | 1 – 1 (2 – 4 dtr)                                                    | Sudan                                                                | Campionato delle Nazioni Africane 2018 - Finale 3º posto             | -                                                                    |                                                                      |
| 8-9-2018                                                             | Bata                                                                 | Guinea Equatoriale                                                   | 1 – 0                                                                | Sudan                                                                | Qual. Coppa d'Africa 2019                                            | -                                                                    |                                                                      |
| 13-10-2018                                                           | Dakar                                                                | Senegal                                                              | 3 – 0                                                                | Sudan                                                                | Qual. Coppa d'Africa 2019                                            | -                                                                    | 70’                                                                  |
| 16-10-2018                                                           | Khartoum                                                             | Sudan                                                                | 0 – 1                                                                | Senegal                                                              | Qual. Coppa d'Africa 2019                                            | -                                                                    | 62’                                                                  |
| 22-3-2019                                                            | Khartoum                                                             | Sudan                                                                | 1 – 4                                                                | Guinea Equatoriale                                                   | Qual. Coppa d'Africa 2019                                            | 1                                                                    |                                                                      |
| 6-11-2020                                                            | Addis Abeba                                                          | Etiopia                                                              | 2 – 2                                                                | Sudan                                                                | Amichevole                                                           | -                                                                    | 77’                                                                  |
| 12-11-2020                                                           | Cape Coast                                                           | Ghana                                                                | 2 – 0                                                                | Sudan                                                                | Qual. Coppa d'Africa 2021                                            | -                                                                    | 70’                                                                  |
| 17-11-2020                                                           | Khartum                                                              | Sudan                                                                | 1 – 0                                                                | Ghana                                                                | Qual. Coppa d'Africa 2021                                            | -                                                                    | 75’                                                                  |
| 24-3-2021                                                            | São Tomé                                                             | São Tomé e Príncipe                                                  | 0 – 2                                                                | Sudan                                                                | Qual. Coppa d'Africa 2021                                            | 1                                                                    | 85’                                                                  |
| 28-3-2021                                                            | Omdurman                                                             | Sudan                                                                | 2 – 0                                                                | Sudafrica                                                            | Qual. Coppa d'Africa 2021                                            | 1                                                                    |                                                                      |
| 13-6-2021                                                            | Khartoum                                                             | Sudan                                                                | 0 – 1                                                                | Zambia                                                               | Amichevole                                                           | -                                                                    | 46’                                                                  |
| 19-6-2021                                                            | Doha                                                                 | Libia                                                                | 0 – 1                                                                | Sudan                                                                | Qual. Coppa araba FIFA 2021                                          | -                                                                    | 64’                                                                  |
| 6-10-2021                                                            | Marrakech                                                            | Sudan                                                                | 1 – 1                                                                | Guinea                                                               | Qual. Mondiali 2022                                                  | 1                                                                    | 61’                                                                  |
| 9-10-2021                                                            | Agadir                                                               | Guinea                                                               | 2 – 2                                                                | Sudan                                                                | Qual. Mondiali 2022                                                  | -                                                                    |                                                                      |
| 12-11-2021                                                           | Rabat                                                                | Sudan                                                                | 0 – 3                                                                | Marocco                                                              | Qual. Mondiali 2022                                                  | -                                                                    | 32’                                                                  |
| 23-3-2023                                                            | Franceville                                                          | Gabon                                                                | 1 – 0                                                                | Sudan                                                                | Qual. Coppa d'Africa 2023                                            | -                                                                    | 75’                                                                  |
| 27-3-2023                                                            | Omdurman                                                             | Sudan                                                                | 1 – 0                                                                | Gabon                                                                | Qual. Coppa d'Africa 2023                                            | -                                                                    | 59’                                                                  |
| 20-6-2023                                                            | Agadir                                                               | Sudan                                                                | 0 – 3                                                                | Mauritania                                                           | Qual. Coppa d'Africa 2023                                            | -                                                                    | 84’                                                                  |
| 16-11-2023                                                           | Bengasi                                                              | Sudan                                                                | 1 – 1                                                                | Togo                                                                 | Qual. Mondiali 2026                                                  | -                                                                    |                                                                      |
| 19-11-2023                                                           | Bengasi                                                              | Sudan                                                                | 1 – 0                                                                | RD del Congo                                                         | Qual. Mondiali 2026                                                  | -                                                                    | 64’                                                                  |
| 6-6-2024                                                             | Nouakchott                                                           | Mauritania                                                           | 0 – 2                                                                | Sudan                                                                | Qual. Mondiali 2026                                                  | 1                                                                    | 75’                                                                  |
| 11-6-2024                                                            | Giuba                                                                | Sudan del Sud                                                        | 0 – 3                                                                | Sudan                                                                | Qual. Mondiali 2026                                                  | -                                                                    | 87’                                                                  |
| 4-9-2024                                                             | Giuba                                                                | Sudan                                                                | 1 – 0                                                                | Niger                                                                | Qual. Coppa d'Africa 2025                                            | -                                                                    | 62’ 68’                                                              |
| 9-9-2024                                                             | Talatona                                                             | Angola                                                               | 2 – 1                                                                | Sudan                                                                | Qual. Coppa d'Africa 2025                                            | -                                                                    |                                                                      |
| 10-10-2024                                                           | Accra                                                                | Ghana                                                                | 0 – 0                                                                | Sudan                                                                | Qual. Coppa d'Africa 2025                                            | -                                                                    | 67’                                                                  |
| 15-10-2024                                                           | Bengasi                                                              | Sudan                                                                | 2 – 0                                                                | Ghana                                                                | Qual. Coppa d'Africa 2025                                            | -                                                                    | 90+4’                                                                |
| 14-11-2024                                                           | Lomé                                                                 | Niger                                                                | 4 – 0                                                                | Sudan                                                                | Qual. Coppa d'Africa 2025                                            | -                                                                    | 83’                                                                  |
| 18-11-2024                                                           | Bengasi                                                              | Sudan                                                                | 0 – 0                                                                | Angola                                                               | Qual. Coppa d'Africa 2025                                            | -                                                                    | 83’                                                                  |
| Totale                                                               |                                                                      | Presenze                                                             | 39                                                                   |                                                                      | Reti                                                                 | 10                                                                   |                                                                      |

## Palmarès

### Club

#### Competizioni nazionali
- Sudan Premier League: 2

Al-Merrikh: 2018-2019, 2019-2020
- Sudan Cup: 1

Al-Merrikh: 2018